# 龍東杜帕拉

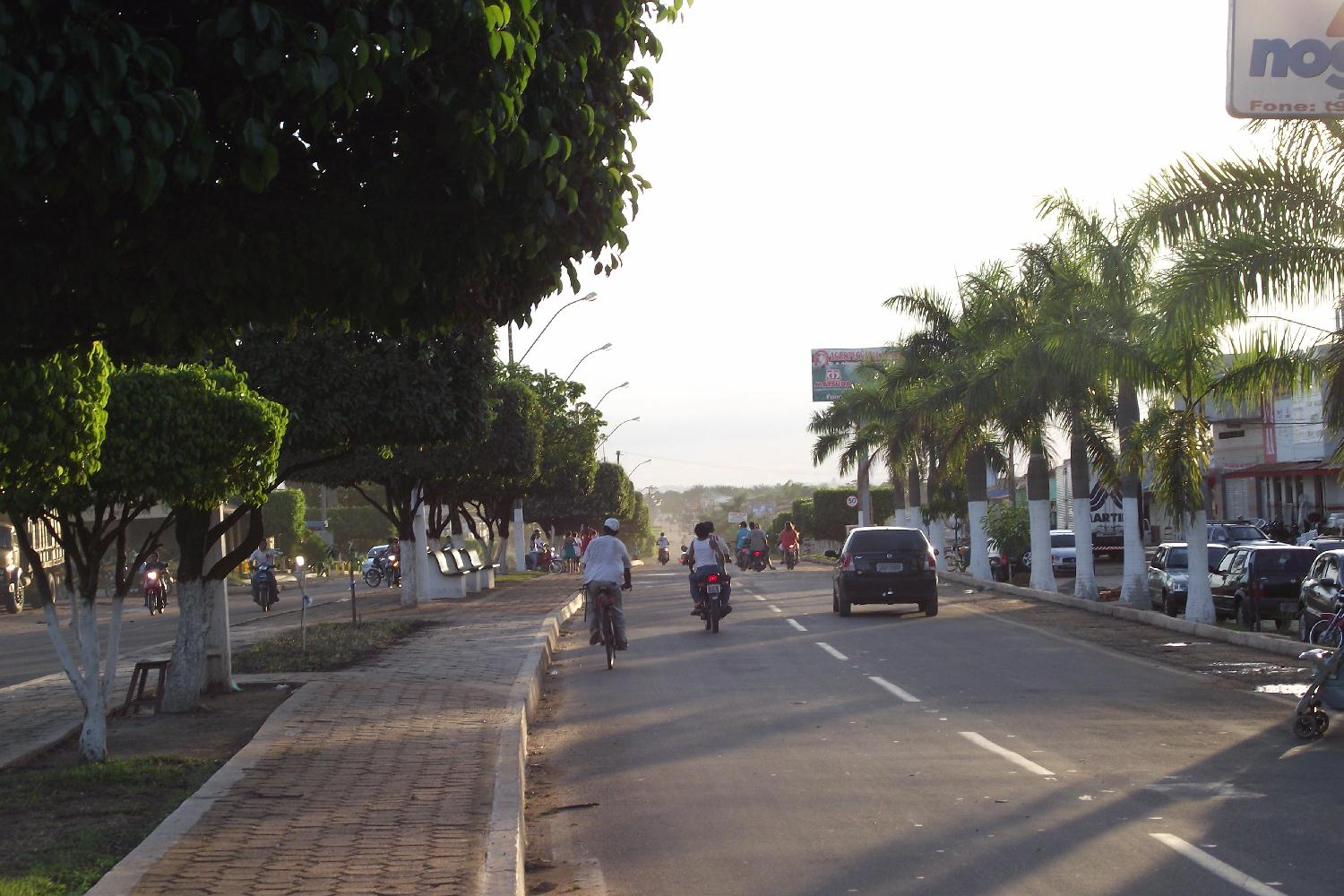
龍東杜帕拉

龍東杜帕拉（葡萄牙語：Rondon do Pará），是巴西的城鎮，位於該國北部，由帕拉州負責管轄，始建於1969年2月9日，面積8,246平方公里，海拔高度195米，2010年人口46,964，人口密度每平方公里5.7人。